# Okpes
Els okpes són els membres d'un grup ètnic que viu a la LGA d'Okpe, a l'estat del Delta, al sud de Nigèria i que parlen la llengua okpe. Segons el joshuaproject hi ha 39.200 okpes. Els okpes tenen l'estat tradicional del Regne d'Okpe. El seu codi ètnic, en el joshuaproject és NAB59c. Els okpes són considerats un subgrup dels urhobos, amb qui estan molt relacionats.

## Llengua
Els okpes parlen la llengua okpe, que és una llengua edoid del sud-oest.

## Religió
El 63% dels okpes professen religions tradicionals africanes, el 12% són islàmics i el 25% són cristians. D'aquests, el 40% són protestants, el 35% pertanyen a esglésies independents i el 25% són catòlics. El 5% dels cristians són evangèlics.